# Risposta (novella)
Risposta è una novella di Luigi Pirandello , pubblicata per la prima volta nel 1912 sul Corriere della Sera  e inclusa, come quattordicesima novella, nella prima raccolta di Novelle per un anno Scialle nero, pubblicata da Bemporad nel 1922.

## Trama
Il narratore racconta di aver ricevuto le confidenze da un giovane amico ventiquattrenne, Marino,  e la richiesta di un parere sul suo caso. Ecco dunque la risposta. Marino è innamorato di Anita ma è povero e deve mantenere madre e sorella; Anita forse lo contraccambia ma è orfana anch'essa e senza dote. Lei e la madre sono mantenute dal sessantaseienne commendator Ballesi che ora si è messo in testa di sposare Anita. La ragazza in vacanza ad Anzio è corteggiata da Nicolino Respi, un giovanotto piacente e sportivo e al suo fascino non è insensibile. Come spiegare il contraddittorio comportamento della ragazza? La risposta è squisitamente pirandelliana: non c'è una sola Anita, ma tante Anite, ognuna per tutti quelli che la conoscono, ciascuno a suo modo.

## Cronistoria
- «Corriere della Sera», 4 febbraio 1912
- in Scialle nero, Bemporad, Firenze, 1922 (primo volume)[3]

Luigi Pirandello, dopo aver ricevuto giudizi negativi su Pensaci, Giacomino! e il rifiuto della novella La morta e la viva, scrive a Luigi Albertini, direttore del Corriere della Sera,: "Le mando [...] la nuova novella richiestami. Se per caso dovesse parerLe che possa urtare la suscettibilità dei lettori del Corriere me la rimandi senza cerimonie. A me, veramente non pare. Ma Ella è più buon giudice di me"

## Edizioni
- Luigi Pirandello, Novelle per un anno, Prefazione di Corrado Alvaro, Mondadori 1956-1987, 2 volumi. 0001690-7
- Luigi Pirandello, Novelle per un anno, a cura di Mario Costanzo, Prefazione di Giovanni Macchia, I Meridiani, 2 volumi, Arnoldo Mondadori, Milano 1987 EAN: 9788804211921
- Luigi Pirandello, Tutte le novelle, a cura di Lucio Lugnani, Classici Moderni BUR, Milano 2007, 3 volumi.
- Luigi Pirandello, Novelle per un anno, a cura di S. Campailla, Newton Compton, Grandi tascabili economici.I mammut, Roma 2011 Isbn 9788854136601
- Luigi Pirandello, Novelle per un anno, a cura di Pietro Gibellini, Giunti, Firenze 1994, voll. 3.